# Rytigynia longicaudata
Rytigynia longicaudata är en måreväxtart som beskrevs av Bernard Verdcourt. Rytigynia longicaudata ingår i släktet Rytigynia och familjen måreväxter. Inga underarter finns listade i Catalogue of Life.